# El Refugio, Tizapán el Alto
El Refugio är en ort i Mexiko.   Den ligger i kommunen Tizapán el Alto och delstaten Jalisco, i den centrala delen av landet, 400 km väster om huvudstaden Mexico City. El Refugio ligger 1 769 meter över havet och antalet invånare är 372.
Terrängen runt El Refugio är kuperad, och sluttar norrut. Runt El Refugio är det ganska tätbefolkat, med 75 invånare per kvadratkilometer. Närmaste större samhälle är Tizapán el Alto, 11,4 km öster om El Refugio. I omgivningarna runt El Refugio växer huvudsakligen savannskog.